# Pierre de Bousquet de Florian
Pour les articles homonymes, voir Bousquet et Florian.
Pierre de Bousquet de Florian, né le 12 juin 1954 à Boulogne-Billancourt, est un préfet français. Il a notamment été directeur de la Surveillance du territoire de 2002 à 2007, coordonnateur national du renseignement et de la lutte contre le terrorisme de 2017 à 2020 puis directeur de cabinet du ministre de l'Intérieur, Gérald Darmanin de 2020 à 2022.

## Biographie

### Jeunesse et études
Pierre de Bousquet de Florian est le fils de Bernard de Bousquet de Florian. Après avoir étudié au lycée de Saumur, titulaire d'une licence de droit de l'université Paris II Panthéon-Assas, diplômé de l'Institut d'études politiques de Paris, il est issu des rangs de l'ENA et est un proche de Jacques Chirac.

### Parcours professionnel
De 1995 à 1999, il est conseiller technique chargé de l’outre-mer et de l’aménagement du territoire au cabinet du président de la République. Entre 1997 et 1999, il est également représentant personnel en Andorre du président Jacques Chirac.
En avril 1999, il est nommé préfet de la Mayenne.
En juillet 2002, il devient directeur de la Surveillance du territoire. Il conserve ce poste jusqu'à l'élection de Nicolas Sarkozy en 2007, qui souhaite changer de directeur. Pierre de Bousquet de Florian est donc nommé préfet des Hauts-de-Seine.
Il devient le 6 janvier 2009 préfet hors classe, préfet du Pas-de-Calais. Il est nommé le 25 janvier 2012 préfet de la région Haute-Normandie et préfet de la Seine-Maritime,.
Après moins d'un an en Seine-Maritime, il est nommé le 19 décembre 2012 préfet de la région Languedoc-Roussillon et préfet de l'Hérault. Il reste en poste jusqu'au 16 décembre 2015.
En juin 2016, il devient président-directeur général de Civipol Conseil, rattachée au ministère de l'Intérieur.
En juin 2017, il est nommé coordonnateur national du renseignement et de la lutte contre le terrorisme. Il conserve ce poste jusqu'au 13 juillet 2020, date à laquelle il est nommé directeur de cabinet du ministre de l'Intérieur, Gérald Darmanin. Lors de la nomination du Gouvernement Élisabeth Borne en juin 2022, Gérald Darmanin et Pierre de Bousquet de Florian conservent leur poste.
Pierre de Bousquet de Florian prend sa retraite en janvier 2023, et créé sa société de conseil. Il obtient l’autorisation de la Haute Autorité pour la transparence de la vie publique  à condition qu’il s’abstienne de toute démarché auprès des membres du Gouvernement et des administrations pour lesquelles il a travaillé.

## Décorations
- Commandeur de la Légion d'honneur Il est fait chevalier le 29 mars 2002[14], est promu officier le 13 juillet 2011[15], puis commandeur le 13 juillet 2023[16].
- Commandeur de l'ordre national du Mérite  Il est fait chevalier le 14 mai 1994[17], est promu officier le 15 mai 2006[18], et est promu commandeur le 2 mai 2017[19].
- Officier de l'ordre du Mérite maritime Il est fait officier le 11 février 2014[20]
- Officier de l'ordre des Arts et des Lettres Il est promu au grade d’officier le 10 février 2016[21].

## Polémiques et affaire judiciaire

### Affaire Clearstream
Directeur de la DST au moment de l'affaire Clearstream, Pierre de Bousquet de Florian en est un des participants.

### Incident en réunion
Le samedi 12 septembre 2015 à la Maison de la Chimie à Paris, lors de la « réunion d'information des maires » sur l'afflux migratoire dû à l'actualité, il tente de prendre le micro du maire FN Julien Sanchez alors que ce dernier s'exprime derrière lui,.

### Poursuites pour diffamation
Le 22 juin 2017, il est condamné par défaut à une amende de 500 euros, à 1 euro de dommages et intérêts et au paiement de 2 000 euros de frais de procédure pour diffamation envers l'imam de Montpellier Mohamed Khattabi, jugement invalidé le 13 décembre 2017 par décision de la 17e chambre correctionnelle du tribunal de grande instance de Paris, ayant considéré nulle la citation de Monsieur Khattabi, qui n'a pas fait appel de cette décision.